# Гейнце, Отто Августович
Отто Августович Гейнце (нем. Otto-Emil-Eduard Heintze; эст. Otto Heinze; 1877—1968) — русский и эстонский военный деятель, полковник Российской Императорской армии (1916); генерал-майор Эстонской армии (1920). Герой Первой мировой войны, участник Гражданской войны и Эстонской освободительной войны.

## Биография
Отто Гейнце родился 27 февраля 1877 года на мызе Котлы (Ямбургский уезд) в семье мельника Августа-Людвига Гейнце. Семья имела немецкое происхождение. Учился в Котловской сельской школе и Нарвской городской школе.
В 1897 году поступил на военную службу вольноопределяющимся в 92-й пехотный Печорский полк и в 1899 году направлен в Санкт-Петербургское пехотное юнкерское училище, после окончания которого в сентябре 1901 года произведён в подпрапорщики с назначением в 1-й Финляндский стрелковый полк. 5 декабря 1901 года произведён в подпоручики, со старшинством с 1 сентября 1901 года, с переводом во 2-й Финляндский стрелковый полк.
10 марта 1902 года переведён в 6-й Финляндский стрелковый полк, назначен младшим офицером полковой учебной команды. В 1905 году окончил Офицерскую стрелковую школу и 10 сентября 1905 года произведён в поручики, со старшинством с 1 сентября того же года.
2 января 1906 года переведён в пулемётную роту 2-й Финляндской стрелковой бригады, а 22 марта 1907 года переведён в 5-й Финляндский стрелковый полк. В 1908 году назначен начальником полковой пулемётной команды. В 1910 году произведён в штабс-капитаны, со старшинством с 1 сентября 1909 года.
С 1914 года участник Первой мировой войны. Произведён в капитаны, с февраля 1915 года — командир роты, с апреля того же года — командир батальона. 11 августа 1915 года произведён в подполковники, со старшинством с 7 мая 1915 года, а 28 июля 1916 года за боевые отличия — в полковники, со старшинством с 5 апреля 1916 года. Был ранен и контужен в боях. В январе 1917 года назначен помощником командира, а 12 мая 1917 года — командиром 5-го Финляндского стрелкового полка.

Высочайшим приказом от 21 ноября 1915 года за храбрость награждён Георгиевским оружием: 
За то, что  19-го мая 1915 года во главе 4-й роты при 2-х пулемётах под губительным огнём противника лихим штыковым ударом выбил и отбросил противника в состав батальона с 2-мя эскадронами занимавшего дорогу Кенигсгау — д. Летня; удерживая занятую позицию, обеспечил отход своей дивизии под натиском в значительных силах наступающего противника.

Высочайшим приказом от 19 октября 1916 года за храбрость награждён орденом Святого Георгия 4-й степени:
За то, что в бою 28-го мая 1916 года у д. Волничи, командуя, в чине подполковника, 12-ю ротами и 16-ю пулемётами названного полка, лично, во главе цепей правого фланга своего участка, перешёл в энергичное наступление, под достигшим наивысшего напряжения обстрелом врага, собственноручно разрывая семирядное проволочное заграждение, преодолев его, стремительными штыковыми ударами рот выбил австрийцев из окопов и, прорвав их расположение, во главе рот быстрым натиском с фронта и в обхвате, заставив превосходные силы врага бежать в полном безпорядке, с боя занял самый важный пункт его позиций; перейдя в энергичное преследование, занял фольв. Дубина, после чего бой принял решительный оборот в нашу пользу, причём отрядом захвачено 5 действовавших пулемётов и пленными 26 офицеров и 831 нижний чин.
После Октябрьской революции уволен в январе 1918 года из армии. Поселился в Нарве. В ноябре 1918 года вступил в ряды Северного корпуса и назначен командиром 3-го Режицкого добровольческого стрелкового полка.
С конца 1918 года на службе в Эстонской армии. 21 декабря 1918 года назначен временно исправляющим должность командира 1-го пехотного полка Эстонской армии, а 26 декабря утверждён в должности командира полка. Участник Освободительной войны, кавалер креста Свободы.
21 октября 1919 года назначен помощником начальника 1-й дивизии, а с 29 декабря 1919 года до февраля 1920 года являлся временно командующим 1-й дивизией. 13 февраля 1920 года произведён в генерал-майоры, со старшинством с 19 января 1920 года.
С августа 1920 года — временно командующий 2-й дивизией, с января 1921 года — помощник начальника 2-й дивизии, а в июле 1921 года назначен начальником 1-й дивизии, которой командовал до октября 1928 года. С апреля 1922 года также являлся членом Военного совета. С ноября 1932 по май 1933 года вновь временно командовал 1-й дивизией. В марте 1934 года назначен членом Совета Военного министерства.
В апреле 1936 года уволен в отставку. Проживал на хуторе Эмари, пожалованном ему в мае 1922 года. В марте 1941 года с женой уехал в Германию, жил в Берлине, позже — в Бад-Виндсхайме.
Умер 8 июня 1968 года. Похоронен на Западном кладбище Нюрнберга. 28 ноября 2000 года посвящённый ему кенотаф установлен на «мемориале высших руководителей Освободительной войны» на Военном кладбище Таллина.
6 февраля 1921 года женился на Эббе-Генриетте Гертнер (урождённой Грюнбаум, род. 1877). Детей не имели.

## Награды
- Орден Святого Станислава 3-й степени с мечами и бантом (мечи и бант — ВП 5.06.1916)
- Орден Святой Анны 3-й степени (ВП 6.12.1910); мечи и бант к ордену (ВП 5.07.1916)
- Орден Святого Станислава 2-й степени (ВП 3.02.1913); мечи к ордену (ВП 2.05.1916)
- Орден Святого Владимира 4-й степени с мечами и бантом (ВП 21.04.1915)
- Георгиевское оружие (ВП 21.11.1915)
- Орден Святой Анны 2-й степени с мечами (ВП 30.04.1916)
- Высочайшее благоволение (ВП 5.04.1916)
- Орден Святой Анны 4-й степени с надписью «За храбрость» (ВП 28.09.1916)
- Орден Святого Георгия 4-й степени (ВП 19.10.1916)
- Крест Свободы I класса 2-й ст. (18.05.1920) и II класса 3-й ст. (15.09.1920)
- Орден Орлиного креста II класса (22.02.1934)
- Военный орден Лачплесиса 2-й ст. (№ 29; 26.10.1925. Изначально награждён орденом 3-й ст. № 1742, 4.11.1924, позже заменённым на орден 2-й ст.)[4]
- Крест Храбрых (Польша)
- Медаль «В память Освободительной войны» (Эстония)
- Памятный знак Освободительной войны Латвии
- Медаль «В память 10-летия Освободительной войны Латвийской Республики»